# A Perfect Sky
「A Perfect Sky」（ア パーフェクト スカイ）は、BONNIE PINKの楽曲で、21枚目のシングル。2006年6月28日にワーナーミュージック・ジャパンから発売。CDコードは初回限定盤がWPCL-10327、通常盤がWPCL-10319。

## 概要
- 表題曲は、資生堂「ANESSA」CMソングに起用された。当初、シングルとして発売の予定は無く、楽曲はサビのみしかなかった。しかしCMオンエアー後、問い合わせが殺到したため、急遽他の部分も製作して発売された[1]。またベスト・アルバム『Every Single Day -Complete BONNIE PINK（1995-2006）-』の先行シングルでもある。[要出典]
- CM製作に当たり製作スタッフがBONNIE PINKの楽曲である｢So Wonderful｣を気に入っており、CMソングの依頼をした。[要出典]その為、音楽プロデューサーは｢So Wonderful｣を担当したBurning Chickenが務めている。
- 制作過程では、「明るすぎて切なさが足りない」と一度出来上がった曲を没にし、現在のものに書き下ろしている[2]。
- 自身のシングルとしては、約6年9か月ぶりにオリコンチャートのトップ10入り、またシングルの自己最高位を更新し（これまでは「Daisy」の10位）、自己最高売上も「犬と月」を抜くヒットを記録した。
- キャッチコピーはANESSAの「太陽系最強。」にちなみ、「夏ソング最強。」さらにプロモーションのポスターも「ANESSA」の物と構成がほぼ同じである。
- 初回限定盤は「ANESSA」仕様のレジャーシートを封入。また、初回限定盤のジャケットではCMキャラクターである蛯原友里の後ろ姿が使用されている。
- ANESSAのCMは2006年の3月下旬からオンエア開始されたが、楽曲名の詳細は公表されない状態が続いていた。BONNIE PINKの所属するワーナー・ミュージック・ジャパンの着うたサイトでは、"P"で始まる曲という情報から、2005年9月に発売されたアルバム『Golden Tears』に収録されている「Paradidd-free」が一気にダウンロードされるという現象が起きた。ダウンロード数の跳ね上がりとしては、それまで週数十件だったものが一気に8,000件に増えた[2]。
- シングル・ヒットが少なかったBONNIE PINKだが、この曲で『ミュージックステーション』や『HEY!HEY!HEY! MUSIC CHAMP』にも数年ぶりの出演を果たし、この年の『第57回NHK紅白歌合戦』にも初出場となった。
- 「A Perfect Sky」のPVは、サイパンにて撮影。監督は、松本剛。「完璧な空」というタイトルに合わせ、青い空が印象的なPVになっている。このPV撮影時にBONNIE PINKを含め、何人かのスタッフが強い照明が原因で目に軽い火傷を負った（本人談）。[要出典]
- 2010年8月26日に行なわれた蛯原友里の結婚披露宴においてBONNIE PINKがサプライズゲストとして招待され、同曲を披露した。
- 北日本放送「ゼロいち」のエンディングテーマとして起用されていた。
- 音楽プロデューサーの横山裕章は、「A Perfect Sky」を「Just the Two of Us進行」が効果的に使われている例に挙げている[3]。

## 収録曲
全作曲：BONNIE PINK
1. A Perfect Sky （4:07）
作詞：BONNIE PINK、編曲：Burning Chicken and BONNIE PINK
2. Free （5:23）
作詞：BONNIE PINK、編曲：鈴木正人 and BONNIE PINK
3. interlude -siesta- （1:43）
  - インスト曲。前トラックの終わりの波の音と繋がって収録されており、シングルを締めくくるOutroのようなトラックである。アコースティック・ギターはBONNIE PINKが演奏。
4. A Perfect Sky (Instrumental)

## 収録アルバム
- 『Every Single Day -Complete BONNIE PINK（1995-2006）-』（1.）
- 『Thinking Out Loud』（1.-(Philharmonic Flava)として収録。）
- スウェーデン盤『Thinking Out Loud』（1.-(Björn Remix)として収録。）
- 『Back Room -BONNIE PINK Remakes-』（1.-リメイクされて収録。）
- 『Dear Diary』初回限定特典CD「BONNIE PINK B-side collection(1996〜2009)」に収録（2.）
- 全曲オリジナル･アルバム未収録（1.,2.,3.）
- 『花鳥風月集』（1.-コンピレーション・アルバムに収録。）
- 『アイのうた BEST ラブソングス NON STOP MIX→』（1.-コンピレーション・アルバムに収録）

## 主なカバー
- Charlie (アメリカの歌手) - アルバム『Charlie II』に収録。歌詞は全編英訳されている。
- Plitzell feat. Riho Mihara - アルバム『Sapli： シ・ア・ワ・セ カフェ』に収録。
- Lumiere - アルバム『Diary〜フツウの一日〜』に収録。
- Ra Moosh - アルバム『太陽の砂まくら～Resort Cafe～』に収録。
- Petit Pallet - アルバム『RAINBOW』に収録。
- bossarica - アルバム『Sunrise』に収録。
- Rake - アルバム『YaMeTa!!!(初回生産限定盤)』に収録。
- ami amie - アルバム『Essence of life "sunshinemix"』に収録。
- アトリエ・ボッサ・コンシャス - アルバム『夏空Bossa～クーラーをとめて聴きたいカフェボッサ』に収録。
- MAKI - コンピレーション・アルバム『EXIT TRANCE PRESENTS CMトランス』に収録。
- 里亜 - コンピレーション・アルバム『JELLY meets HOUSE』に収録。
- メロニー - コンピレーション・アルバム『Dancehall Lovers Climax - 10th Anniversary Best』に収録。
- 安田レイ - 「A Perfect Sky」として配信リリース。アレンジはtofubeatsが手掛けた[4]。